# Chiasma opticum
Het chiasma opticum of kruising der oogzenuwen is een vierkantig plat lichaam in de frontale kwab van de hersenen waarin de vezelbanen van de oogzenuwen elkaar kruisen.

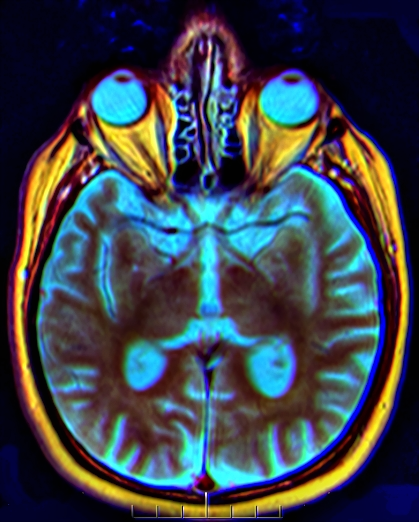

De hoofdfunctie van het chiasma opticum is het beschikbaar maken van visuele informatie voor beide hemisferen. Prikkels vanuit de retina bereiken via de oogzenuwen het chiasma opticum en worden doorgestuurd naar een groep neuronen in de thalamus genaamd het corpus geniculatum laterale. Van daaruit vindt de verspreiding van informatie in het visuele hersengebied plaats.

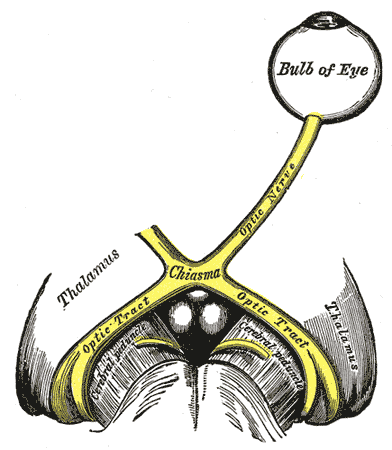
Het chiasma opticum; afbeelding uit Gray's Anatomy

Afhankelijk van de diersoort kan de kruising volledig zijn en gaan alle zenuwvezels naar de andere kant van de hersenen. De zenuwen van het linkeroog gaan naar de rechterkant en vice versa. Ook kunnen de zenuwen deels kruisen en deels aan hun eigen kant blijven. (Zie figuur: Hemianopsie nummer 2) Hierdoor ontstaat na het chiasma opticum een combinatie van zenuwen uit het linker- en het rechteroog. Hierdoor kan een beter beeld gevormd worden, doordat informatie uit twee zenuwen gecombineerd wordt. Deze vorm van kruisen in het chiasma opticum wordt bijvoorbeeld gezien bij de mens.